# Ogum (canção)
Ogum é uma canção gravada primeiramente por Zeca Pagodinho para seu álbum Uma Prova de Amor, de 2008.
A canção, de autoria de Marquinho PQD e Claudemir, foi classificada por seus autores como um "samba dolente", sendo uma homenagem ao orixá Ogum, bem como ao santo católico São Jorge, com o qual Ogum é sincretizado. Os compositores, bem como o cantor, são devotos tanto do santo católico, como do orixá.
A canção, que possui 4:36 minutos de duração, conta também com a participação especial de Jorge Ben Jor, que ao final declama um ponto de Ogum.